# Mexigonus
Mexigonus Edwards, 2002 è un genere di ragni appartenente alla famiglia Salticidae.

## Etimologia
Il nome è composto da una prima parte Mexi- che si riferisce all'origine messicana di quasi tutte le specie e il suffisso -gonus, che deriva dal greco γόνος, gònos, che significa che è generato, che è insito, riferito proprio al territorio di rinvenimento.

## Distribuzione
Le quattro specie oggi note di questo genere sono diffuse in Messico e negli USA.

## Tassonomia
Gli esemplari descritti da F. O. P.-Cambridge nel 1901 con la denominazione Tylogonus minutus sono considerati specie tipo per questo genere a seguito di uno studio di Edwards del 2003.
A dicembre 2010, si compone di quattro specie:
- Mexigonus arizonensis (Banks, 1904) — USA, Messico
- Mexigonus dentichelis (F. O. P.-Cambridge, 1901) — Messico
- Mexigonus minutus (F. O. P.-Cambridge, 1901)[2] — USA, Messico
- Mexigonus morosus (Peckham & Peckham, 1888) — USA